# Nelly
Cornell Iral Haynes Jr. (St. Louis, 2 de novembro de 1974), conhecido como Nelly, é um rapper, cantor, compositor, empresário e ator norte-americano. Nelly começou sua carreira musical em meados de 1993, mas só ganhou sucesso mundial em 2000, com seu álbum de estreia, Country Grammar. Ele também é fundador e membro do grupo de hip hop St. Lunatics. A RIAA classificou Nelly como o sétimo artista de rap mais vendido da história, com 21 milhões de álbuns vendidos nos Estados Unidos, e a Billboard classificou Nelly como o artista com a melhor performance nas paradas Hot 100 e Billboard 200 na década de 2000, ficando apenas atrás de Eminem e Usher.

## Biografia

### 1974–2000: Início da vida e início de carreira
Nelly nasceu em Austin, Texas, sendo filho único seu pai servia na Força Aérea durante grande parte de sua infância. Quando ele tinha sete anos, seus pais se divorciaram. Nelly e sua mãe se mudaram para St. Louis, na adolescência enquanto cursava o ensino médio, Nelly formou os St. Lunatics , com seus amigos Ali Jones (Ali), Murphy Lee, Kyjuan, Slo'Down e seu meio-irmão City Spud. O grupo teve moderada popularidade local com seu single "Gimme What Ya Got" em 1997. Apesar de ser popular em Missouri e nas áreas vizinhas, o grupo lutou para alcançar o sucesso fora de St. Louis, nisso o grupo concordou em deixar Nelly seguir carreira solo, depois um grande contrato de gravação não aparecer. Mais tarde, em 1999, Nelly assinou contrato com a Universal Music Group, o produtor da gravadora disse que poucas pessoas na gravadora gostaram de Nelly quando ele foi assinado e chegou na gravadora, com o feedback que ele recebeu de seus colegas sobre a música do rapper sendo "extraordinariamente negativo" em outras partes dos Estados Unidos. A gravadora usou isso como vantagem, marcando Nelly como uma estrela do Meio-Oeste, na esperança de inspirar o povo de St. Louis e nas regiões vizinhas. Nelly foi assinado junto com seu grupo o St. Lunatics. Na época os produtores decidiram fazer um disco solo com Nelly primeiro e depois voltar para St. Lunatics no ano seguinte.

### 2000–2003:Sucesso mundial
Nelly lançou seu primeiro álbum Country Grammar em 2000. O sucesso do primeiro single levou o álbum a estrear no número #3 da Billboard 200 nos EUA.Outros singles do álbum incluíram "E.I.", "Ride wit Me" e "Batter Up", apresentando o St. Lunatics. O álbum foi certificado com 9 discos de platina pela RIAA em 2004. Até hoje é o álbum mais vendido de Nelly e um dos mais vendidos de Hip Hop de todos os tempos com 10 milhões de copias vendida só nos EUA ate hoje e se tornou o 9º álbum de rap mais vendido de todos os tempos.
No ano de 2001 Nelly ganhou 4 prêmios incluindo BET Awards, MTV Awards, Teen Choice Awards e foi nomeado para mais outras 10 categorias de vários prêmios incluindo Grammy Awards e outros. No mesmo ano, Nelly, e St. Lunatics lançam seu álbum de estreia "Free City" que foi certificado com disco de platina pela RIAA nos EUA e disco de ouro no Canadá. Ainda no mesmo ano Nelly apareceu no filme Snipes.
Em 2002, o segundo álbum de Nelly, Nellyville, foi lançado, estreando em primeiro lugar da Billboard 200 e em primeiro lugar de vários outros países. Seu primeiro single "Hot in Herre" que foi um hit em vários países incluindo o Brasil vendeu cerca de 2 milhões de copias nos EUA. Outros singles incluíram "Dilemma" com Kelly Rowland, que foi um sucesso mundial, o single vendeu cerca de 7,6 milhões de copias em todo o mundo e ganhou um Grammy em 2003. "Work It" com Justin Timberlake, "Air Force Ones" com St. Lunatics e "Pimp Juice". O álbum foi um sucesso mundial e vendeu 6 milhões de copias só nos EUA, sendo certificado com 6 discos de platina pela RIAA, ao todo o álbum vendeo cerca de 8 milhões de copias no mundo todo e se tornou o 14º álbum de rap mais vendido de todos os tempos. No ano de 2002 Nelly ganhou 12 prêmios diferentes incluindo Billboard Music Awards, American Music Awards, Teen Choice Awards e foi nomeado para outros 20 prêmios diferentes incluindo Grammy Awards, MTV Awards, entre outros.

Em 2003, Nelly lançou seu álbum remix "Da Derrty Versions: The Reinvention". Ele apresentava o single "Iz U". O álbum vendeu cerca de 1 milhão de copias e foi certificado com disco de platina pela RIAA. No mesmo ano, para o álbum da trilha sonora do filme Bad Boys II, Nelly contribuiu com o single "Shake Ya Tailfeather" ao lado de Diddy e Murphy Lee. O single foi certificado com ouro pela RIAA por vender 500 mil copias, o single também ficou nas paradas de vários países e ganhou um Grammy na premiação do Grammy de 2004. No ano de 2003 Nelly ganhou 8 prêmios incluindo o Grammy Awards, e nomeado em outros como o BET Awards.

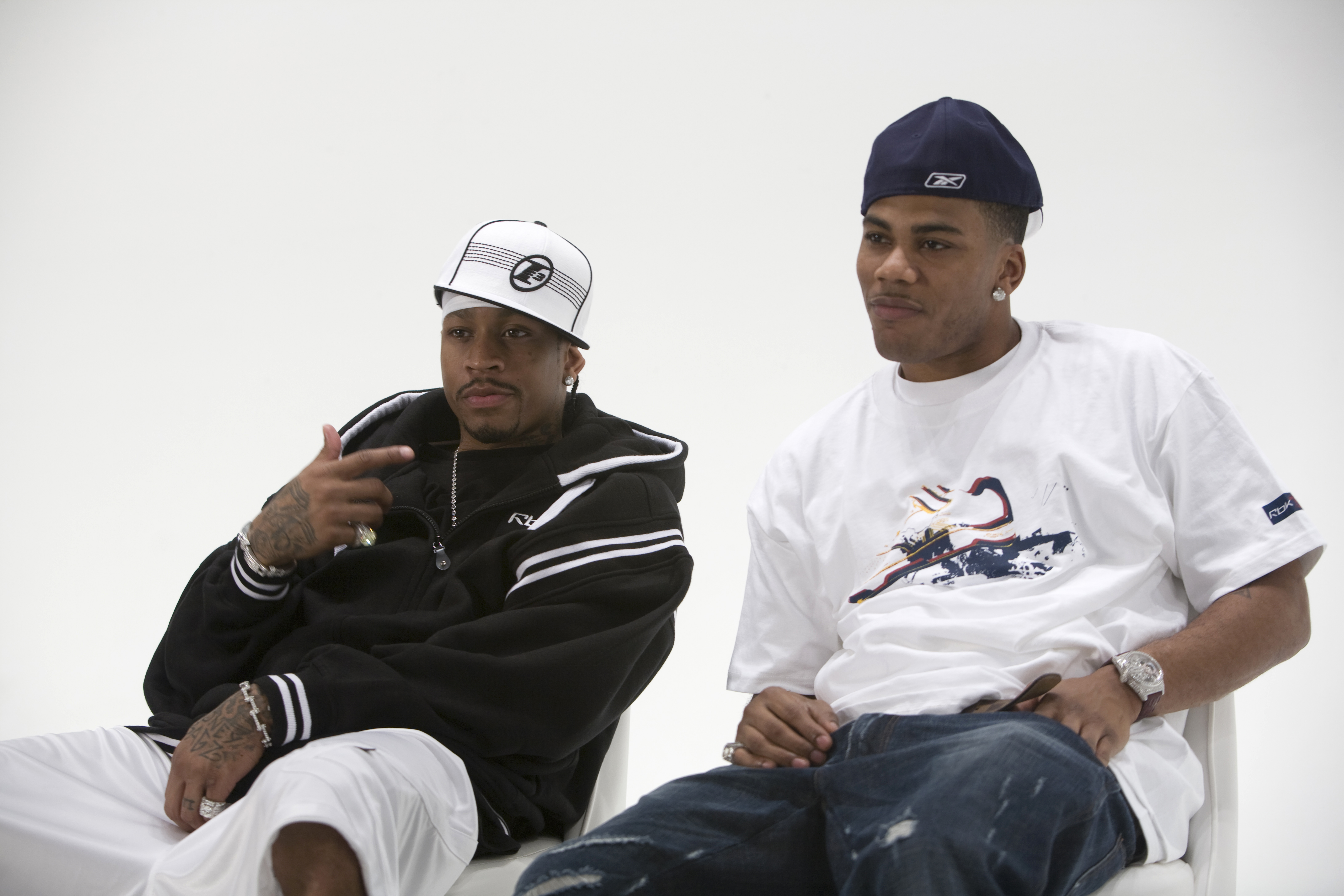
Allen Iverson e Nelly em 2007

### 2004–2008: Sucesso continua
Em 2004, Nelly lançou dois álbuns, "Sweat" e "Suit". Suit foi mais direcionado para R&B e estreou em primeiro lugar na lista de álbuns da Billboard, o álbum vendeu 3 milhões de copias nos Estados Unidos e teve três singles. já Sweat que foi mais direcionado ao rap, também teve três singles e vendeu cerca de 1 milhão de copias nos Estados Unidos. Ambos os albuns ficaram nas paradas de vários países assim como os singles de cada álbum, os dois albuns juntos tiveram 6 singles de sucesso, e ao todo, os dois albuns venderam cerca de 5 milhões de copias. Uma briga com outro rapper de St. Louis, Chingy, aconteceu no final daquele ano.
No inverno de 2005 Nelly lançou "Sweatsuit", uma compilação de faixas de Sweat e Suit com três novas faixas incluindo, "Grillz" produzido por Jermaine Dupri que foi um sucesso, o single foi nomeado para o Grammy e também foi certificado com platina pela RIAA, o single também ficou 10 semanas em primeiro lugar da Billboard Hot 100.
Em 2008 Nelly lançou seu álbum "Brass Knuckles" o álbum ficou no número #3 da Billboard 200 e nas paradas de vários outros países, o álbum foi certificado com disco de ouro pela RIAA e vendeu cerca de 500 mil copias nos Estados Unidos, No mesmo ano Nelly fez uma turnê pelo EUA para promover o álbum.

## Vida pessoal
Nelly já namorou a cantora americana Ashanti. Nelly conheceu Ashanti numa conferência de imprensa para os Grammy Awards de 2003, em 23 de fevereiro daquele ano. Ashanti e Nelly terminaram seu relacionamento de nove anos em dezembro de 2012.[21]

## Discografia

### Álbuns
- 2000: Country Grammar
- 2002: Nellyville
- 2004: Suit
- 2004: Sweat
- 2005: Sweat/Suit
- 2008: Brass Knuckles
- 2010: 5.0
- 2013: M.O.
- 2021: Heartland

## Filmografia

### Cinema
| Ano  | Titulo            | Papel               |
| ---- | ----------------- | ------------------- |
| 2001 | Snipes            | Prolifk             |
| 2005 | The Longest Yard  | Earl Megget         |
| 2014 | Reach Me          | E-Ruption           |
| 2015 | A Fall from Grace | Officer Glen Donner |